# Віталій Конопелець
Віталій Конопелець (14 серпня 1948, Київ — 4 травня 2003, Бардіїв) — український поет, перекладач у Словаччині.

## Біографія
Народився 14 серпня 1948 р. у Києві . Після закінчення середньої школи продовжив навчання у Київському держуніверситеті ім. Т. Шевченка. У 1977 році переселився до Словаччини, де працював редактором Української студії Чехословацького радіо у Пряшеві, вихователем гуртожитку при Середній будівельній школі у Бардієві, був довгорічним редактором літературно-мистецького журналу «Дукля».
Літературні твори в київських періодиках: «Літературна Україна», «Молодь України». Вступає в українську літературу Словаччини збірками поезії для дітей: «Коні-коники»(1985), «Синя пава» (1988), «Про карася Чудася» (1988). у 1987 році виходить його збірка поезії для дорослих «Зерня». Підготував антологію української дитячої поезії Чехословаччини «Заспіваймо собі», яка у 1994 році вийшла у київському видавництві «Веселка». Велику увагу приділяв художньому перекладу, зокрема зі словацької на українську. З-під його пера вийшли книжкові вибраних творів словацьких поетів Мілана Руфуса, Івана Краска, Яна Смрека, Йозефа Лайкерта, проза Івана Гудеця.
Віталій Конопелець лауреат Премії ім. Івана Франка за оригінальну та перекладацьку творчість, лауреат премії ім. Олени Пчілки.